# Pseudotrachydium pauciradiatum
Pseudotrachydium pauciradiatum är en flockblommig växtart som först beskrevs av Pierre Edmond Boissier och Rudolph Friedrich Hohenacker, och fick sitt nu gällande namn av Kljuykov, Pimenov och Vadim Nikolaevich Tikhomirov. Pseudotrachydium pauciradiatum ingår i släktet Pseudotrachydium och familjen flockblommiga växter. Inga underarter finns listade i Catalogue of Life.